# Gare de Lillois
La gare de Lillois est une gare ferroviaire belge de la ligne 124, de Bruxelles-Midi à Charleroi-Central, située à Lillois-Witterzée, section de la commune de Braine-l'Alleud dans la province du Brabant wallon en région wallonne.
Elle est mise en service en 1874 par l'Administration des chemins de fer de l'État belge.
C'est un point d'arrêt sans personnel de la Société nationale des chemins de fer belges (SNCB), desservie par des trains Suburbains (S).

## Situation ferroviaire
Établie à 129 mètres d'altitude, la gare de Lillois est située au point kilométrique (PK) 23,161 de la ligne 124, de Bruxelles-Midi à Charleroi-Central, entre les gares ouvertes de Braine-l'Alleud et de Nivelles.

## Histoire
La « station de Lillois » est mise en service le 10 mars 1874 par l'administration des chemins de fer de l'État belge lorsqu'elle ouvre à l'exploitation le tronçon de Waterloo à Braine-l'Alleud.
L'ancienne gare étant jugée non adaptée aux nouveaux besoins, celle-ci sera totalement démolie en avril 1981 au profit d'une nouvelle gare à l'esthétisme moderne. En 1981, la nouvelle « gare de Lillois », établie le long du quai vers Bruxelles à l'opposé de l'ancienne, est inaugurée par le ministre Valmy Féaux. À l'occasion des travaux de la nouvelle gare, un passage sous-voies est construit permettant d'accéder aux quais en direction de Bruxelles depuis la place de la gare sans avoir à traverser les voies[réf. nécessaire].
Dans le cadre des travaux RER, le passage à niveau de la Rue René Francq va être supprimé et remplacé par un couloir sous voies pour piétons.[réf. nécessaire] La gare de 1981 a été démolie en 2018 après plusieurs années d'inutilisation.

## Service des voyageurs

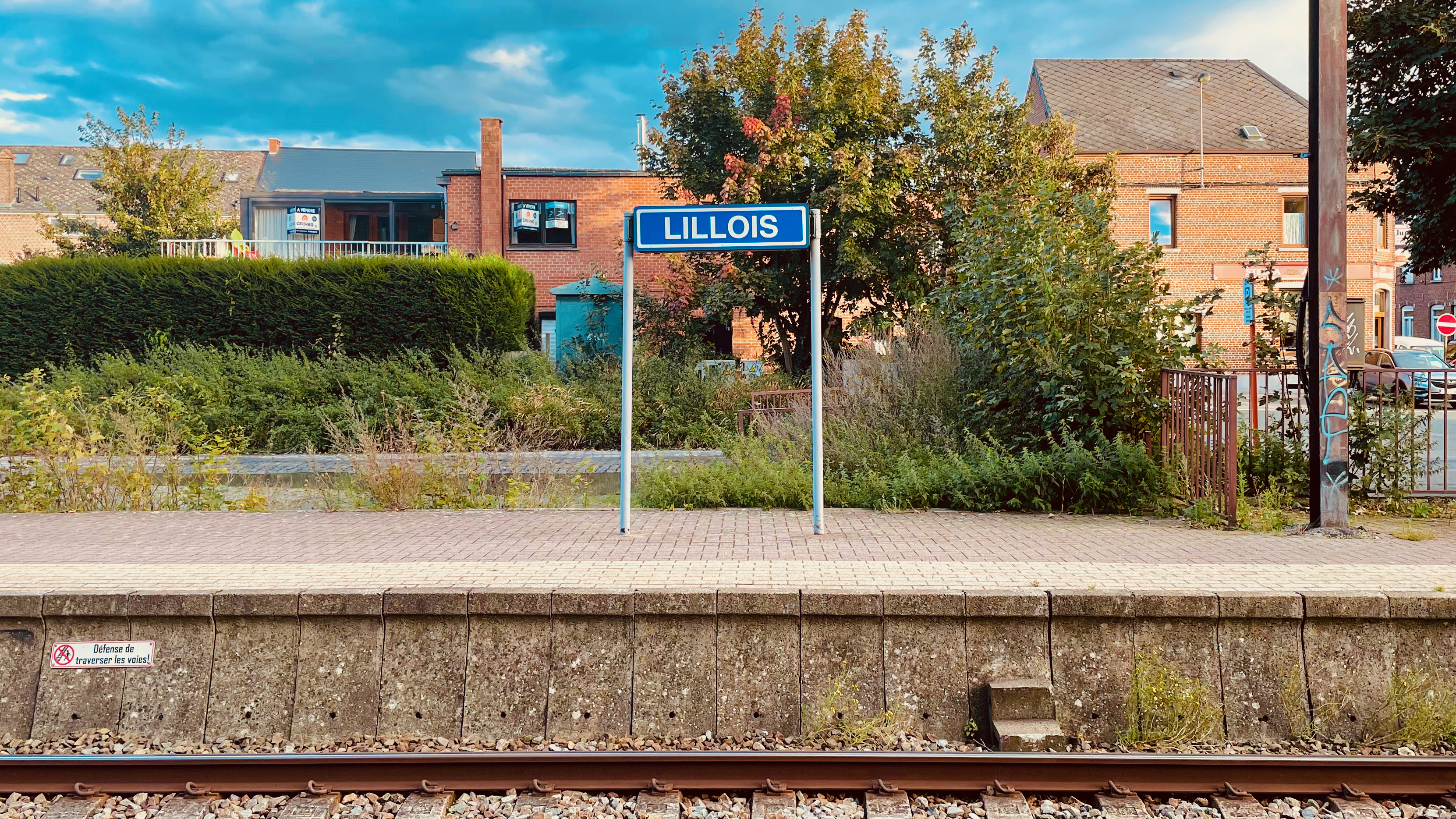

### Accueil
Halte SNCB, c'est un point d'arrêt non géré (PANG) à accès libre.
Un souterrain permet la traversée des voies et le passage d'un quai à l'autre.

### Desserte
Lillois est desservie par des trains Suburbains (S) de SNCB qui effectuent des missions sur la ligne commerciale 124,.

#### Semaine
Il y a trois trains par heure dans chaque sens : deux de la relation S1 d'Anvers-Central à Nivelles et un train S19 reliant Brussels-Airport-Zaventem à Charleroi-Central via le quartier européen.

#### Week-ends et jours fériés
- La desserte est plus restreinte et comprend, le samedi, deux trains S1 par heure reliant Nivelles à Anvers-Central et, le dimanche, un train S1 chaque heure reliant Nivelles à Bruxelles-Nord.
- Les trains S19 relient Nivelles à Louvain via Bruxelles-Schuman et Brussels Airport-Zaventem[8].

### Intermodalité
Un parc pour les vélos et un parking pour les véhicules y sont aménagés.

## Comptage voyageurs
Ce graphique et tableau montre le nombre de voyageurs embarquant en moyenne durant la semaine, le samedi et le dimanche.
| Nombre de passagers qui embarquent à la gare de Lillois | Nombre de passagers qui embarquent à la gare de Lillois | Nombre de passagers qui embarquent à la gare de Lillois | Nombre de passagers qui embarquent à la gare de Lillois |
|                                                         | Semaine                                                 | Samedi                                                  | Dimanche                                                |
| ------------------------------------------------------- | ------------------------------------------------------- | ------------------------------------------------------- | ------------------------------------------------------- |
| 1977                                                    | 764                                                     | 167                                                     | 93                                                      |
| 1978                                                    | 747                                                     | 192                                                     | 94                                                      |
| 1979                                                    | 673                                                     | 201                                                     | 121                                                     |
| 1980                                                    | 788                                                     | 225                                                     | 80                                                      |
| 1981                                                    | 831                                                     | 189                                                     | 116                                                     |
| 1982                                                    | 849                                                     | 207                                                     | 119                                                     |
| 1983                                                    | 858                                                     | 215                                                     | 70                                                      |
| 1984                                                    | 768                                                     | 201                                                     | 79                                                      |
| 1985                                                    | 626                                                     | 48                                                      | 90                                                      |
| 1986                                                    | 702                                                     | 172                                                     | 93                                                      |
| 1987                                                    | 830                                                     | 181                                                     | 104                                                     |
| 1988                                                    | 592                                                     | 176                                                     | 81                                                      |
| 1989                                                    | 748                                                     | 156                                                     | 56                                                      |
| 1990                                                    | 611                                                     | 233                                                     | 78                                                      |
| 1991                                                    | 510                                                     | 154                                                     | 66                                                      |
| 1992                                                    | 689                                                     | 145                                                     | 76                                                      |
| 1993                                                    | 619                                                     | 194                                                     | 70                                                      |
| 1994                                                    | 755                                                     | 164                                                     | 71                                                      |
| 1995                                                    | 613                                                     | 134                                                     | 49                                                      |
| 1996                                                    | 513                                                     | 85                                                      | 42                                                      |
| 1997                                                    | 588                                                     | 158                                                     | 69                                                      |
| 1998                                                    | 495                                                     | 110                                                     | 64                                                      |
| 1999                                                    | 446                                                     | 120                                                     | 58                                                      |
| 2000                                                    | 491                                                     | 123                                                     | 58                                                      |
| 2001                                                    | 521                                                     | 138                                                     | 55                                                      |
| 2002                                                    | 389                                                     | 139                                                     | 48                                                      |
| 2003                                                    | 415                                                     | 108                                                     | 94                                                      |
| 2004                                                    | 418                                                     | 122                                                     | 88                                                      |
| 2005                                                    | 479                                                     | 5                                                       | -                                                       |
| 2006                                                    | 475                                                     | 118                                                     | 77                                                      |
| 2007                                                    | 540                                                     | 114                                                     | 57                                                      |
| 2008                                                    | -                                                       | -                                                       | -                                                       |
| 2009                                                    | 434                                                     | 83                                                      | 65                                                      |
| 2010                                                    | -                                                       | -                                                       | -                                                       |
| 2011                                                    | -                                                       | -                                                       | -                                                       |
| 2012                                                    | 462                                                     | 66                                                      | 61                                                      |
| 2013                                                    | 430                                                     | 97                                                      | 68                                                      |
| 2014                                                    | 466                                                     | 140                                                     | 73                                                      |
| 2015                                                    | 636                                                     | 101                                                     | 63                                                      |
| 2016                                                    | 493                                                     | 112                                                     | 78                                                      |
| 2017                                                    | 612                                                     | 90                                                      | 77                                                      |
| 2018                                                    | 569                                                     | 119                                                     | 80                                                      |
| 2019                                                    | 615                                                     | 174                                                     | 99                                                      |
| 2020                                                    | 413                                                     | 101                                                     | 57                                                      |
| 2021                                                    | -                                                       | -                                                       | -                                                       |
| 2022                                                    | 751                                                     | 118                                                     | 58                                                      |
| 2023                                                    | 684                                                     | 177                                                     | 91                                                      |
| 2024                                                    | 565                                                     | 291                                                     | 173                                                     |

## Patrimoine ferroviaire
Disparu en 1981, le premier bâtiment des recettes était du même plan type que toutes les stations de la nouvelle ligne de Bruxelles à Luttre (exception faite de celui de la gare de Nivelles). Également bâties le long de la ligne des Forts d'Anvers, ces constructions se caractérisent par cinq ailes (symétriques à l'origine) et des pignons à gradins (retirés par la suite). La halle à marchandises et un abri de quai en fonte ont également été démolis.

## Travaux RER Bruxellois
Dans le cadre de la mise à quatre voies de la ligne 124 pour le futur Réseau express régional bruxellois, une nouvelle halte ferroviaire, dénommée Braine-Alliance, est en cours de construction (depuis 2010) entre Braine-l'Alleud et Lillois.

## Comptage voyageurs
Ce graphique et tableau montre le nombre de voyageurs embarquant en moyenne durant la semaine, le samedi et le dimanche.
| Tabel: Nombre de passagers qui embarquent à la gare de Lillois | Tabel: Nombre de passagers qui embarquent à la gare de Lillois | Tabel: Nombre de passagers qui embarquent à la gare de Lillois | Tabel: Nombre de passagers qui embarquent à la gare de Lillois |
|                                                                | Semaine                                                        | Samedi                                                         | Dimanche                                                       |
| -------------------------------------------------------------- | -------------------------------------------------------------- | -------------------------------------------------------------- | -------------------------------------------------------------- |
| 1977                                                           | 764                                                            | 167                                                            | 93                                                             |
| 1978                                                           | 747                                                            | 192                                                            | 94                                                             |
| 1979                                                           | 673                                                            | 201                                                            | 121                                                            |
| 1980                                                           | 788                                                            | 225                                                            | 80                                                             |
| 1981                                                           | 831                                                            | 189                                                            | 116                                                            |
| 1982                                                           | 849                                                            | 207                                                            | 119                                                            |
| 1983                                                           | 858                                                            | 215                                                            | 70                                                             |
| 1984                                                           | 768                                                            | 201                                                            | 79                                                             |
| 1985                                                           | 626                                                            | 48                                                             | 90                                                             |
| 1986                                                           | 702                                                            | 172                                                            | 93                                                             |
| 1987                                                           | 830                                                            | 181                                                            | 104                                                            |
| 1988                                                           | 592                                                            | 176                                                            | 81                                                             |
| 1989                                                           | 748                                                            | 156                                                            | 56                                                             |
| 1990                                                           | 611                                                            | 233                                                            | 78                                                             |
| 1991                                                           | 510                                                            | 154                                                            | 66                                                             |
| 1992                                                           | 689                                                            | 145                                                            | 76                                                             |
| 1993                                                           | 619                                                            | 194                                                            | 70                                                             |
| 1994                                                           | 755                                                            | 164                                                            | 71                                                             |
| 1995                                                           | 613                                                            | 134                                                            | 49                                                             |
| 1996                                                           | 513                                                            | 85                                                             | 42                                                             |
| 1997                                                           | 588                                                            | 158                                                            | 69                                                             |
| 1998                                                           | 495                                                            | 110                                                            | 64                                                             |
| 1999                                                           | 446                                                            | 120                                                            | 58                                                             |
| 2000                                                           | 491                                                            | 123                                                            | 58                                                             |
| 2001                                                           | 521                                                            | 138                                                            | 55                                                             |
| 2002                                                           | 389                                                            | 139                                                            | 48                                                             |
| 2003                                                           | 415                                                            | 108                                                            | 94                                                             |
| 2004                                                           | 418                                                            | 122                                                            | 88                                                             |
| 2005                                                           | 479                                                            | 5                                                              | -                                                              |
| 2006                                                           | 475                                                            | 118                                                            | 77                                                             |
| 2007                                                           | 540                                                            | 114                                                            | 57                                                             |
| 2008                                                           | -                                                              | -                                                              | -                                                              |
| 2009                                                           | 434                                                            | 83                                                             | 65                                                             |
| 2010                                                           | -                                                              | -                                                              | -                                                              |
| 2011                                                           | -                                                              | -                                                              | -                                                              |
| 2012                                                           | 462                                                            | 66                                                             | 61                                                             |
| 2013                                                           | 430                                                            | 97                                                             | 68                                                             |
| 2014                                                           | 466                                                            | 140                                                            | 73                                                             |
| 2015                                                           | 636                                                            | 101                                                            | 63                                                             |
| 2016                                                           | 493                                                            | 112                                                            | 78                                                             |
| 2017                                                           | 612                                                            | 90                                                             | 77                                                             |
| 2018                                                           | 569                                                            | 119                                                            | 80                                                             |
| 2019                                                           | 615                                                            | 174                                                            | 99                                                             |
| 2020                                                           | 413                                                            | 101                                                            | 57                                                             |